# Евангелическая пресвитерианская церковь в Уганде
Евангелическая пресвитерианская церковь в Уганде (англ. Evangelical Presbyterian Church in Uganda) — христианская деноминация в Африке. 

## История
Церковь была основана в 1986 году и зарегистрирована правительством Уганды в 1987 году. Организация связана с пресвитерианской церковью Брэйнарда в Теннесси, США. После учреждения церковь быстро росла, но через несколько лет произошёл раскол, и число прихожан сократилось примерно на 30 коммуникантов. 

## Структура
Церковь состоит из 4 приходов в Кампале, округе Мубенде, а также Бувайе и Какубо. Официальные языки — английский и луганда.  

## Вероучение
Церковь имеет пресвитерианское правление и придерживается Апостольского символа веры, Никейского символа веры и Вестминстерского исповедания веры. 